# African Cup Winners’ Cup 2001
Der African Cup Winners’ Cup 2001 war die 27. Spielzeit des zweitwichtigsten afrikanischen Wettbewerbs für Vereinsmannschaften im Fußball unter dieser Bezeichnung. Die Saison begann mit der Vorrunde am 17. Februar 2001 und endete mit den Finalspielen im November und Dezember 2001. Titelverteidiger war der ägyptische Verein al Zamalek SC.
Sieger wurde Kaizer Chiefs aus Südafrika, die sich im Finale nach einem Gesamtergebnis von 2:1 gegen GD Interclube durchsetzen konnten.

## Vorrunde
Die Hinspiele wurden vom 17. bis zum 18. Februar, die Rückspiele am 4. März 2001 ausgetragen.
|                       | Gesamt  |                          | Hinspiel | Rückspiel |
| --------------------- | ------- | ------------------------ | -------- | --------- |
| Gazelle FC            | 1 w/o 1 | Sporting Clube da Praia  | 5:2      | —         |
| Mhlume United FC      | 0:3     | Mogoditshane Fighters    | 0:3      | 0:0       |
| Mukura Victory Sports | 1:3     | Athlético New Oil FC     | 1:0      | 0:3       |
| La Tamponnaise        | 5:2     | Lesotho Defence Force FC | 5:0      | 0:2       |
| AO Evizo              | 6:1     | CD Unidad Malabo         | 1:0      | 5:1       |

Anmerkungen

## Erste Runde
Die Hinspiele wurden vom 30. März bis zum 8. April, die Rückspiele vom 13. bis zum 19. April 2001 ausgetragen.
|                        | Gesamt          |                         | Hinspiel | Rückspiel |
| ---------------------- | --------------- | ----------------------- | -------- | --------- |
| ASC Port Autonome      | 1:2             | Club Africain Tunis     | 1:1      | 0:1       |
| Gazelle FC             | 2:3             | AS Saint-Luc            | 0:1      | 2:2       |
| Olympic FC de Niamey   | 0:6             | Stade d’Abidjan         | 0:2      | 0:4       |
| CO Bamako              | 0:11            | GD Interclube           | 0:3      | 0:8       |
| FAR Rabat              | 2:1             | Al-Hilal SC             | 2:0      | 0:1       |
| AO Evizo               | 1 w/o 1         | Okwawu United           | —        | —         |
| Steve Biko FC          | 1:2             | CR Béni-Thour           | 1:0      | 0:2       |
| Vita Club Mokanda      | 1:1 (4:5 i. E.) | Niger Tornadoes         | 1:0      | 0:1       |
| Athlético New Oil FC   | 1 w/o 2         | Kumbo Strikers FC       | —        | —         |
| CD Matchedje de Maputo | 1 w/o 3         | Ethiopian Coffee SC     | —        | —         |
| Mathare United FC      | 2:3             | Ismaily SC              | 1:1      | 1:2       |
| FC Djivan              | 1 w/o 4         | Simba SC                | —        | —         |
| al-Hilal Khartum       | 0:2             | al Zamalek SC           | 0:1      | 0:1       |
| Nkana FC               | 1 w/o 5         | Military Police FC      | 3:0      | —         |
| Mogoditshane Fighters  | (a)4:4(a)       | Saint Louis Suns United | 3:2      | 1:2       |
| La Tamponnaise         | 2:3             | Kaizer Chiefs           | 1:1      | 1:2       |

Anmerkungen

## Zweite Runde
Die Hinspiele wurden vom 11. bis zum 13. Mai, die Rückspiele vom 26. bis zum 29. Mai 2001 ausgetragen.
|                         | Gesamt          |                     | Hinspiel | Rückspiel |
| ----------------------- | --------------- | ------------------- | -------- | --------- |
| Club Africain Tunis     | 3:1             | AS Saint-Luc        | 2:0      | 1:1       |
| Stade d’Abidjan         | 1:1 (1:3 i. E.) | GD Interclube       | 1:0      | 0:1       |
| FAR Rabat               | (a)3:3(a)       | AO Evizo            | 3:1      | 0:2       |
| CR Béni-Thour           | 1:2             | Niger Tornadoes     | 1:0      | 0:2       |
| Kumbo Strikers FC       | 1:0             | Ethiopian Coffee SC | 1:0      | 0:0       |
| Ismaily SC              | 2:1             | Simba SC            | 2:0      | 1 0:1 1   |
| al Zamalek SC           | 4:2             | Nkana FC            | 2:0      | 2:2       |
| Saint Louis Suns United | 0:5             | Kaizer Chiefs       | 0:2      | 0:3       |

Anmerkungen

## Viertelfinale
Die Hinspiele wurden vom 7. bis zum 9. September, die Rückspiele vom 21. bis zum 24. September 2001 ausgetragen.
|                 | Gesamt    |                     | Hinspiel | Rückspiel |
| --------------- | --------- | ------------------- | -------- | --------- |
| al Zamalek SC   | 2:3       | Club Africain Tunis | 1:0      | 1:3       |
| Kaizer Chiefs   | (a)1:1(a) | Ismaily SC          | 0:0      | 1:1       |
| Niger Tornadoes | 1:4       | GD Interclube       | 1:0      | 0:4       |
| AO Evizo        | 0:3       | Kumbo Strikers FC   | 0:1      | 0:2       |

## Halbfinale
Die Hinspiele wurden vom 13. bis zum 14. Oktober, die Rückspiele vom 27. bis zum 28. Oktober 2001 ausgetragen.
|               | Gesamt |                     | Hinspiel | Rückspiel |
| ------------- | ------ | ------------------- | -------- | --------- |
| Kaizer Chiefs | 3:0    | Club Africain Tunis | 2:0      | 1:0       |
| GD Interclube | 4:0    | Kumbo Strikers FC   | 3:0      | 1:0       |

## Finale

### Hinspiel
| GD Interclube                                              | GD Interclube                                                                              | Kaizer Chiefs                                                                              | Kaizer Chiefs |
| ---------------------------------------------------------- | ------------------------------------------------------------------------------------------ | ------------------------------------------------------------------------------------------ | ------------- |
| GD Interclube                                              | \| 17. November 2001 in Luanda (Estádio Cidade Universitária) \| \| Ergebnis: 1:1 (1:1) \| | \| 17. November 2001 in Luanda (Estádio Cidade Universitária) \| \| Ergebnis: 1:1 (1:1) \| | Kaizer Chiefs |
| GD Interclube                                              | 1:1 Esengo (27.)                                                                           | 0:1 Jukulile (20.)                                                                         | Kaizer Chiefs |
| 17. November 2001 in Luanda (Estádio Cidade Universitária) |                                                                                            |                                                                                            |               |
| Ergebnis: 1:1 (1:1)                                        |                                                                                            |                                                                                            |               |

### Rückspiel
| Kaizer Chiefs                                         | Kaizer Chiefs                                                                         | GD Interclube                                                                         | GD Interclube |
| ----------------------------------------------------- | ------------------------------------------------------------------------------------- | ------------------------------------------------------------------------------------- | ------------- |
| Kaizer Chiefs                                         | \| 1. Dezember 2001 in Johannesburg (Ellis-Park-Stadion) \| \| Ergebnis: 1:0 (0:0) \| | \| 1. Dezember 2001 in Johannesburg (Ellis-Park-Stadion) \| \| Ergebnis: 1:0 (0:0) \| | GD Interclube |
| Kaizer Chiefs                                         | 1:0 Mabedi (90., Elfmeter)                                                            |                                                                                       | GD Interclube |
| 1. Dezember 2001 in Johannesburg (Ellis-Park-Stadion) |                                                                                       |                                                                                       |               |
| Ergebnis: 1:0 (0:0)                                   |                                                                                       |                                                                                       |               |